# Paulus (Familienname)
Paulus ist ein deutscher Familienname.

## Namensträger

### A
- Adolf Paulus (Kunsthändler) (1851–1924), deutscher Kunsthändler
- Adolf Paulus (Instrumentenbauer) (1874–1948), deutscher Musikinstrumentenbauer
- Adolf Paulus (Jurist) (1903/1904–??), deutscher Staatsanwalt und Richter
- Alfons Paulus (1918–1987), deutscher Arzt und Politiker (SVP)
- Andreas Paulus (* 1968), deutscher Rechtswissenschaftler
- Anete Paulus (* 1991), estnische Fußballspielerin
- Annelie Paulus (* 1956), deutsche Politikerin
- Ariane Paulus (* 1980), deutsche Rechtsanwältin und Fernsehdarstellerin
- Axel Paulus (* 1931), deutscher Dichter und Publizist

### B
- Barbara Paulus (* 1970), österreichische Tennisspielerin
- Beate Paulus (1778–1842), deutsche Pietistin
- Beate Paulus (Chemikerin), deutsche Chemikerin und Hochschullehrerin

### C
- Caroline Paulus (* 1959), französische Schauspielerin, Sängerin und Model
- Charles Paulus (1866–1931), deutscher Kameramann
- Christof Paulus (* 1974), deutscher Historiker
- Christoph Paulus (Pädagoge) (Christoph Ludwig Paulus; 1811–1893), deutscher Pädagoge und Pietist
- Christoph Paulus (Bildhauer) (Christoph Daniel Paulus; 1848–1936), deutscher Bildhauer
- Christoph Paulus (Rechtswissenschaftler) (* 1952), deutscher Rechtswissenschaftler

### E
- Edmund Paulus (1837–1910), deutscher Politiker, Musikinstrumentenbauer und -fabrikant
- Eduard Paulus (1837–1907), deutscher Kunsthistoriker und Archäologe
- Ernst Paulus (Architekt) (1868–1936), deutscher Architekt.
- Ernst Paulus (Leichtathlet) (1897–1986), deutscher Diskuswerfer
- Ernst Paulus (1900–1986), deutscher Verlagsgründer, siehe Ernst-Paulus-Verlag

### F
- Francis Petrus Paulus (1862–1933), US-amerikanischer Maler, Radierer und Kunstlehrer
- Frank Paulus (* 1978), deutscher Fußballspieler
- Franz Wilhelm Paulus (1896–1959), deutscher Verleger
- Friedrich Paulus (1890–1957), deutscher Generalfeldmarschall
- Fritz Paulus (1918–1982), deutscher Maler

### G
- Gerd Paulus (* 1953), deutscher Fußballspieler
- Gerhard Paulus (1922–2002), deutscher Politiker (FDP)
- George Paulus (1948–2014), US-amerikanischer Musikproduzent
- Georges Paulus (1896–1937), französischer Schwimmer
- Gotthard Paulus (1912–1977), deutscher Rechtswissenschaftler
- Gottlob Christoph Paulus (1727–1790), deutscher Theologe
- Günter Paulus (* 1927), deutscher Historiker
- Günther Paulus (1898–1976), deutscher Architekt
- Gustav Paulus (1842–1902), deutscher Generalleutnant und Präses

### H
- Hannes F. Paulus (* 1943), deutscher Zoologe und Hochschullehrer
- Hans Paulus (1919–1985), deutscher Landwirt und Politiker
- Heidrun Paulus (* 1961), deutsche Flötistin, Komponistin und Musikpädagogin
- Heinrich Eberhard Gottlob Paulus (1761–1851), deutscher Theologe und Hochschullehrer
- Helmut Paulus (1900–1975), deutscher Dichter und Schriftsteller
- Helmut-Eberhard Paulus (* 1951), deutscher Kunsthistoriker und Denkmalpfleger
- Herbert Paulus (1913–1993), deutscher Kunsthistoriker und Theologe
- Hermann Paulus (* 1963), deutscher Volksmusiker

### J
- Jochen Paulus (* 1969), deutscher Politiker (FDP), MdL Hessen
- Johann Paulus (Architekt), deutscher Architekt und Baumeister
- Johann Friedrich August Paulus (1806–1870), deutscher Instrumentenbauer
- Johann Georg Paulus (1678–um 1732), deutscher Bildhauer
- Jordan Paulus (* 1990), belgischer Eishockeyspieler
- Josef Paulus (Maler) (1877–1955), böhmisch-österreichischer Maler
- Josef Paulus (Geistlicher) (1908–1985), deutscher Geistlicher, Generalvikar in Trier
- Jutta Paulus (* 1967), deutsche Politikerin (Bündnis 90/Die Grünen), MdEP

### K
- Karel Paulus (1933–2003), tschechoslowakischer Volleyballspieler
- Karl Paulus (Instrumentenbauer) (1815–1871), deutscher Musikinstrumentenbauer
- Karl Eduard Paulus (1803–1878), deutscher Topograf
- Käthe Paulus (1868–1935), deutsche Luftschifferin

### L
- Lieve Paulus (* 1966), belgische Triathletin
- Lucius Sergius Paulus, römischer Statthalter (Proconsul) in der Provinz Cyprus unter Claudius

### M
- Manfred Paulus (* 1943), deutscher Kriminalpolizist
- Marcel Paulus (1920–1987), luxemburgischer Fußballspieler
- Melchior Paulus (1669–1745), deutscher Bildhauer, Stuckateur und Elfenbeinschnitzer
- Monica Paulus, papua-neuguineische Frauen- und Menschenrechtsaktivistin

### N
- Nikolaus Paulus (1853–1930), deutscher Kirchenhistoriker
- Norma Paulus (1933–2019), US-amerikanische Juristin und Politikerin (Republikanische Partei)

### O
- Otto Paulus (1891–nach 1948), deutscher Musikinstrumentenbauer und Unternehmensgründer

### P
- Paul Paulus (1915–2013), deutscher Maler
- Peter Paulus (* 1948), deutscher Psychologe
- Philipp Paulus (1809–1878), deutscher Pädagoge und Politiker

### R
- Rainer Paulus (1939–2011), deutscher Rechtswissenschaftler
- Richard Paulus (1883–1929), deutscher Kunsthistoriker und Kunsthändler
- Rolf Paulus (1942–2008), deutscher Literaturwissenschaftler
- Rudolf Paulus (1881–1960), deutscher Theologe und Pfarrer

### S
- Stephen Paulus (1949–2014), US-amerikanischer Komponist

### T
- Thomas Paulus (* 1982), deutscher Fußballspieler

### U
- Uli Paulus (* 1974), deutscher Schriftsteller und Spielautor

### V
- Volker Paulus (* 1947), deutscher Volleyballspieler und -trainer

### W
- Walter Paulus (* 1953), deutscher Neurologe und Neurophysiologe
- Werner Paulus (* 1960), deutscher Neuropathologe
- Wilhelm Paulus (1843–1899), deutscher Musikinstrumentenbauer
- Wolfram Paulus (1957–2020), österreichischer Filmregisseur und Drehbuchautor